# Minami Minegishi
Pour les articles homonymes, voir Minegishi.
Minami Minegishi (峯岸みなみ, Minegishi Minami), née le 15 novembre 1992, à Tokyo, au Japon, surnommée « Mii-chan », est une chanteuse et idole japonaise, membre originale du groupe de J-pop AKB48 depuis 2005, également membre du sous-groupe no3b. Elle joue en 2007 dans le film Densen Uta, et apparait dans de nombreuses publicités, seule ou avec son groupe. En août 2013, elle est nommée capitaine de la team 4 reformée comprenant les ex-membres kenkyuusei de la 14e génèration.
En juin 2014, AKB48 a annoncé que Minami suspendait ses activités pendant une période indéterminée en raison de problèmes de santé. Elle n’a pas participé au live de la Team 4 au Théâtre des AKB48 et a été emmenée à l’hôpital le 20 juin. Minami a passé des examens médicaux et un kyste rénal a été diagnostiqué. Elle va désormais se concentrer sur son traitement médical. Minami a finalement repris ses activités au sein des AKB48 le 10 juillet en l'annonçant sur son compte Google+. 
Elle annonce sa graduation le 8 décembre 2019, après quatorze ans dans le groupe, alors qu’elle est la seule membre de la première génération encore active. La cérémonie de sa graduation devait se dérouler le 2 avril 2020 dans la Yokohama Arena, mais fut reportée au 22 mai 2021 en raison de la pandémie de COVID-19.

## Scandale

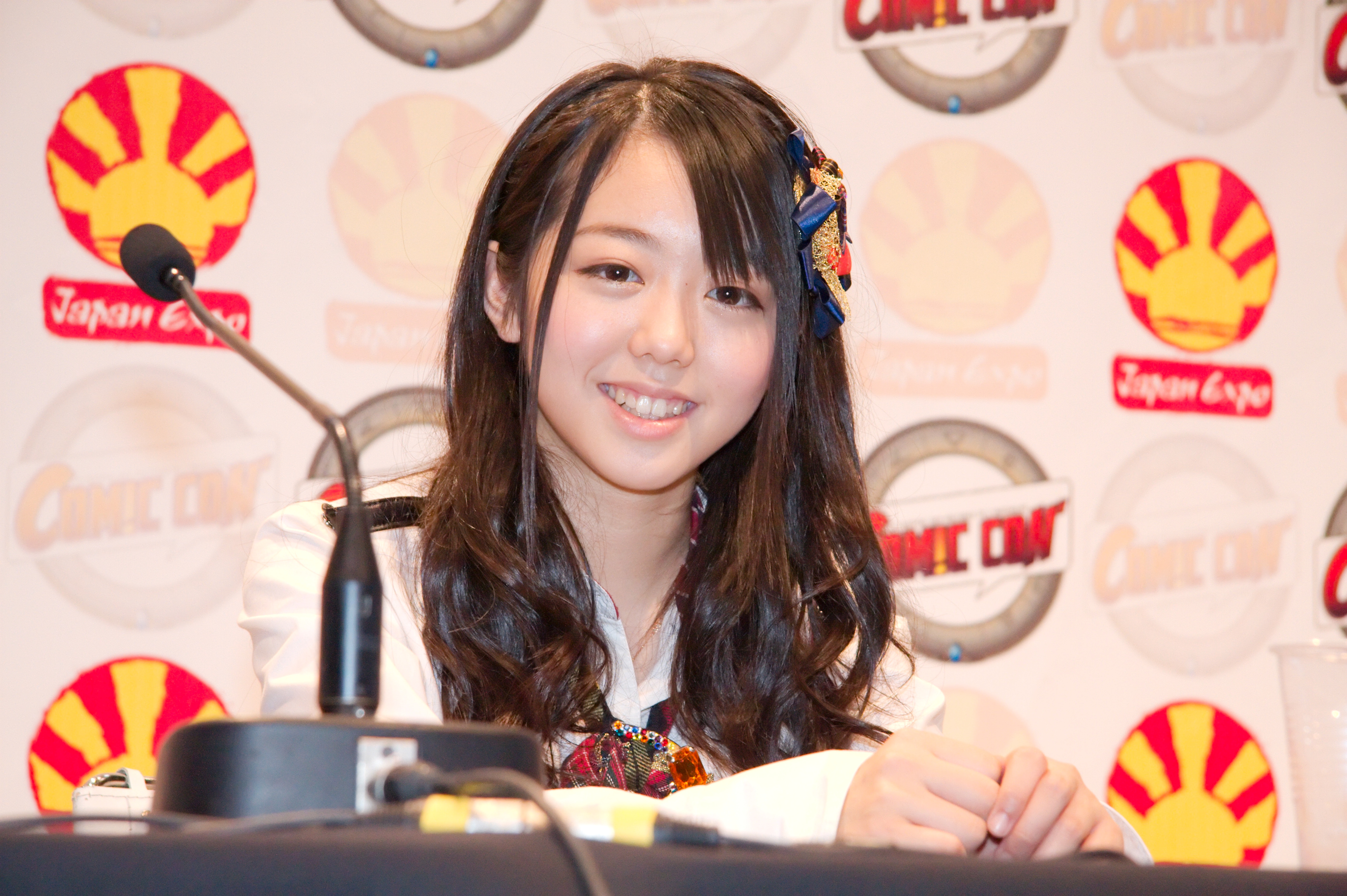
Minami Minegishi à la Japan Expo de Paris, en 2009.

Le 31 janvier 2013, à la suite de la révélation par un tabloid japonais de sa liaison intime avec Alan Shirahama du boys band Generations et d'une nuit passée ensemble à son domicile, elle est mise à l'écart du groupe par son agence en réponse au scandale déclenché chez ses fans : démise de son statut de membre officielle, elle est rétrogradée au rang de simple « élève » ne participant plus aux spectacles. Dans les heures qui suivent, Minegishi rase sa longue chevelure en signe de contrition, un geste traditionnel de pénitence au Japon, puis poste sur le site officiel du groupe une vidéo d'elle la tête ainsi rasée, suppliant en larmes d'être pardonnée et réintégrée ; sa vidéo est visionnée plus de cinq millions de fois dans les deux jours qui suivent avant d'être supprimée. Son geste, qui choque l'opinion publique nippone, est mentionné par de nombreux médias dans le monde entier,
,,
,,,,.